# Asediul Hotinului (1769)
Asediul Hotinului a avut loc în timpul războiului Ruso-Turc din 1768–1774, după ce trupele ruse conduse de Aleksandr Golițîn au încercuit cetatea, provocând câteva luni mai târziu capitularea trupelor otomane aflate sub comanda pașei Ali Moldavanji.